# 龍門村 (熊本県)
龍門村（りゅうもんむら）は、熊本県の北部、菊池郡にあった村。竜門村とも表記された。

## 歴史
- 1889年4月1日 - 町村制施行。雪野村、龍門村、班蛇口村、小木村が合併して菊池郡龍門村が成立。
- 1956年9月1日 - 隈府町、河原村、水源村、菊池村、迫間村、花房村、戸崎村と合併して菊池町となり消滅。

## 伝承
- 江戸時代の終わり頃に竜門村（現在の菊池市龍門）の山奥にある滝の淵で 村の者が魚を釣っていたところ、水蜘蛛という妖怪に襲われかけたという怪談が言い伝えられている。[1] [2]
この怪談の舞台となった現場は菊池市龍門にある竜門ダムのすぐ下流の迫間川に今も残っており、まさに「勢返瀑」という、落差5mほどの滝[3]の淵で起きた出来事であったとされている。

```
肥後国 菊池郡竜門村の奥に、勢返しの滝というのがある。
昔、村の者が此処の滝で魚を釣っていると、水の中から蜘蛛が出て来て男の膝頭に絲を付けてまた水の中へ沈んだ。
男は不思議なことに気味が悪くなったので、其の絲を膝頭から取って近くの柳樹にすり付けて置いた。
すると間もなくえらい音がして、柳樹は根こそぎにされて淵の中に引きずり込まれたという。
```

## 学校
- 龍門村立龍門小学校